# Джайлс (округ, Вірджинія)
Шаблон:StateAbbr_ 37°19′ пн. ш. 80°42′ зх. д. / 37.32° пн. ш. 80.7° зх. д.
Округ  Джайлс (англ. Giles County) — округ (графство) у штаті  Вірджинія, США. Ідентифікатор округу 51071.

## Історія
Округ утворений 1806 року.

## Демографія
За даними перепису 2000 року загальне населення округу становило 16657 осіб, зокрема міського населення було 2807, а сільського — 13850. Серед мешканців округу чоловіків було 8141, а жінок — 8516. В окрузі було 6994 домогосподарства, 4890 родин, які мешкали в 7732 будинках. Середній розмір родини становив 2,85.
Віковий розподіл населення поданий у таблиці:
| Стать    | До 15 років | 15-21 | 22-29 | 30-39 | 40-49 | 50-65 | 65-85 | Понад 85 |
| -------- | ----------- | ----- | ----- | ----- | ----- | ----- | ----- | -------- |
| Чоловіки | 1581        | 664   | 759   | 1241  | 1222  | 1559  | 1020  | 95       |
| Жінки    | 1449        | 616   | 760   | 1212  | 1192  | 1620  | 1478  | 189      |

## Суміжні округи
- Саммерс, Західна Вірджинія — північ
- Монро, Західна Вірджинія — північ
- Крейг — схід
- Монтгомері — південний схід
- Пуласкі — південь
- Бленд — захід
- Мерсер, Західна Вірджинія — північний захід

## Виноски
1. ↑  U.S. Decennial Census. United States Census Bureau. Архів оригіналу за 26 квітня 2015. Процитовано 2 січня 2014.
2. ↑  Historical Census Browser. University of Virginia Library. Архів оригіналу за 11 серпня 2012. Процитовано 2 січня 2014.
3. ↑  Population of Counties by Decennial Census: 1900 to 1990. United States Census Bureau. Архів оригіналу за 15 грудня 2013. Процитовано 2 січня 2014.
4. ↑  Census 2000 PHC-T-4. Ranking Tables for Counties: 1990 and 2000 (PDF). United States Census Bureau. Архів оригіналу (PDF) за 18 грудня 2014. Процитовано 2 січня 2014.
5. ↑  State & County QuickFacts. United States Census Bureau. Архів оригіналу за 13 липня 2011. Процитовано 2 січня 2014.(англ.) Наведено за англійською вікіпедією.
6. ↑  American FactFinder. Бюро перепису населення США. Архів оригіналу за 21 травня 2008. Процитовано 31 січня 2008.

| США | Це незавершена стаття з географії США. Ви можете допомогти проєкту, виправивши або дописавши її. |